# Pengana robertbolesi
Pengana robertbolesi és una espècie extinta d'accipítrid - l'única del seu gènere que es coneix. Segurament semblava un creuament entre el secretari i el caracarà. Se n'ha trobat fòssils a Austràlia.